# 一内侑
一内侑（かずうちゆう、1981年2月2日 - ）は日本の俳優。所属事務所はOffice ENDLESS。AND ENDLESSの劇団員。

## 来歴
2006年にAND ENDLESSのワークショップに2期生として参加し同劇団に所属。以降数々の作品に出演。

## 人物
温厚な性格で多くの 役者仲間に好かれている。愛称は「壁たん（かべたん）」。愛称の由来は実家が内装業を営んでおり、彼自身も職人として壁紙を貼っていたことに由来する。ブログやSNSなどで壁紙職人としての活躍が見受けられる。
なお、この愛称で呼ばれることで定着してしまっているため「侑」と呼ばれても、本人や周囲はすぐにはピンとこないことがある。

## 主な出演作品

### 舞台

#### AND ENDLESS produce公演
- GARNET OPERA（2007年1月） - 前田利家 役[2]
- ONLY SILVER FISH/+GOLD FISH（2007年5月） - ベントン 役[3]
- 子どものナイフ（2007年8月） - イリシアス 役[4]
- CLASSICS1「GOOD-BYE JOURNEY」（2007年11月） - ラ・イール 役[5]
- 堕天・神殿・遅咲きの蒼（2008年5月） - 原田左之助 役[6]
- DECADANCE「2太陽の子」（2008年8月） - カヤル 役[7]
- CLASSICS2「Cornelia」（2008年12月） - ティズ 役[8]
- WORLDS「十三夜」（2009年5月） - コットン 役[9]
- 桜の森の満開の下（2009年11月） - カジマル 役[10]
- PANDORA'S BY ME「NEW WORLD」（2010年5月） - バル・ガードナー 役
- 枯れるやまぁ のたりのたりと まほろばよ あぁ悲しかろ あぁ咲かしたろ（2010年7月） - 家康 役[11]
- ゆめゆめこのじ「鶴」「梟」（2010年12月） - 中村半次郎 / 中岡慎太郎 役[12]
- 堕天・神殿・遅咲きの蒼（2011年4月） - 大鳥圭介 役[13]
- 美しの水〜White、Blue、Red、Purple〜（2011年8月） - 今井兼平 役[14]
- 安隠 目吐露濃霧（）（2012年1月） - オオイ 役
- RE-INCARNATION（2012年2月） - 荀彧文若 役
- RE:ALICE（2012年4月） - タキシード 役[15]
- 四谷怪談（2012年7月） - 萩原隆（仮） 役[16][17]
- 陽炎ペイン（2013年1月） - モウダ 役[18]
- エル・サボタージュ（2013年6月） - ハイドリヒ 役
- RE-INCARNATION、RE-INCARNATION〜RE-BIRTH（2013年9月） - 荀彧文若 役[19]
- RUSTRAIN FISH（2014年9月） - 訪問者11 役[20]
- RE-INCARNATION〜RE-VIVAL〜（2014年12月） - 荀彧文若 役[21][22]
- 桜の森の満開の下（2015年2月） - ムツ 役
- 四谷怪談（2015年5月） - 萩原隆（仮） 役
- チックジョ〜〜（2015年10月）[23]
- ENDorphin（2016年）[24]

#### 外部出演
- THE CRUISING GENTLEMEN
- ゆめゆめこのじ
- となりの守護神（ガーディアン）（2008年）[25]
- 戦国BASARA（2009年）
- リセット3・2・1（2010年）
- ガーネット・オペラ（2010年）
- 戦国BASARA 蒼紅共闘（2010年）
- 深説・八犬伝（2011年）
- NEW WORLD/ESORA（2011年）
- 戦国BASARA3（2011年）
- 戦国BASARA2（2012年）
- 戦国BASARA-瀬戸内響乱-（2012年）
- ライン（2012年） - ユウジ（末永雄司） 役
- ちはやぶる神の国〜異聞・本能寺の変〜（2014年）
- PRISM（2015年）
- ジーザス・クライスト・サムライスター（2016年）[26]
- Sin of Sleeping Snow（2016年）[27]
- ダイヤのA The LIVE III（2016年） - 真中要 役[28]
- L&L企画『コウの花嫁』傘組（2016年）[29]
- クジラの子らは砂上に歌う（2016年） - クチバ 役[30]
- Wake Up, Girls! 青葉の記録（2017年） - 松田耕平 役[31]
- ダイヤのA The LIVE V（2017年）[32]
- 四谷怪談（2017年）[33]
- 『クジラの子らは砂上に歌う』再演（2018年） - クチバ 役[34]
- 『冬町ミステリーサークル』〜神居多町奇譚〜（2018年）[35]
- ミュージカル『薄桜鬼 志譚』土方歳三 篇（2018年）[36]
- Wake Up, Girls! 青葉の軌跡（2018年） - 松田耕平 役[37]
- RE-INCARNATION RE-COLLECT（2018年）[38]
- 機動戦士ガンダム00 -破壊による再生-Re:Build（2019年） - ビリー・カタギリ 役[39]
- 西遊記〜千変万化〜（2019年）[40]
- さらに『さらざんまい』〜愛と欲望のステージ〜（2019年） - ケッピ 役[41]
- GHOST WRITER（2021年）[42]
- 機動戦士ガンダム 00 -破壊による覚醒-Re:（in）novation（2022年） - ビリー・カタギリ 役[43]
- 水谷千重子50周年記念公演（2023年）[44]
- DisGOONie Presents Vol.13 舞台「Go back to Goon Docks」（2024年）[45]